# Luis de Bolaños
Luis de Bolaños (Marchena, ca 1549 – Buenos Aires, 1629) è stato un missionario spagnolo.

## Biografia
Luis de Bolaños è stato un frate spagnolo dell'Ordine dei Frati Minori, uno dei fondatori del sistema delle riduzioni negli attuali territori del Paraguay e dell'Argentina. È l'autore di una delle prime opere in lingua guaraní scritta da un europeo, il Catecismo Breve, per mezzo della quale si adoperò all'evangelizzazione degli indigeni. Una delle sue  riduzioni è oggi la città di Itatí, nella provincia argentina di Corrientes.
Nato non lontano da Siviglia, Bolaños entrò molto giovane nell'Ordine Francescano del suo paese natale. Ordinato diacono, accettò l'offerta di Alonso de San Buenaventura, che reclutava missionari per le attività dell'Ordine nelle Americhe. Partì verso il Nuovo Mondo con la spedizione dell'Adelantado Juan Ortíz de Zárate nel 1572 e, arrivò con altri 22 confratelli in Paraguay tra il 1574 e il 1575, stabilendosi ad Asunción. La spedizione era comandata da Frate Buenaventura, che diresse le attività missionarie dei frati francescani.

## Le riduzioni
Nei primi 4 anni di missione, la principale difficoltà dei frati nel contatto con i nativi fu il sistema nomade di vita di questi ultimi. Proprio a causa di questa difficoltà Bolaños concepì l'idea di ridurre le popolazioni nomadi guaraní in villaggi stabili, con case e chiese in pietra, inducendole in tal modo ad adottare un sistema di vita sedentario.
Cominciò così ad insegnare loro, oltre alla dottrina della Chiesa, a leggere e scrivere, a coltivare la terra, ad addomesticare animali, a lavorare la pietra e il legno. Il sistema delle riduzioni ebbe un rapido successo, anticipando l'opera che di lì a poco sarebbe stata continuata dai gesuiti.

## Il problema della lingua
Un'altra delle difficoltà che i francescani si trovarono ad affrontare fu quella della comunicazione. Frate Luis si impegnò ad imparare il complesso idioma dei nativi e, dopo anni di studio, mise a punto una prima Grammatica guaraní e un rudimentale Vocabolario, che furono di grande utilità ai missionari che operavano in Paraguay. Fu lui a tradurre nella lingua degli indigeni il catechismo per la diffusione della dottrina cristiana approvato dal Terzo concilio di Lima nel 1583 e da San Turibio de Mogrovejo; la sua traduzione fu approvata dal Sinodo di Asunción nel 1603.

## Missioni e vita monastica
Nel 1585 Luis de Bolaños fu ordinato sacerdote dal vescovo domenicano Alonso Guerra. L'anno seguente fu posto a presiedere il convento francescano di Asunción, ruolo che abbandonò nel 1589 per riprendere il suo lavoro nelle riduzioni. Tra il 1606 e il 1607 ebbe l'incarico di definitore di custodia del Paraguay, mentre tra il 1611 e il 1612 ebbe quello di custode. Nel 1612 fu inviato nella nuova provincia del Río de la Plata. Il 7 dicembre del 1615 fondò la sua ultima riduzione, che chiamò Pueblo de los Indios de la Pura y Limpia Concepción de Itatí.  Nel 1618 si ritirò nel convento francescano di Buenos Aires, dove morì ormai ottuagenario il giorno 11 ottobre (secondo altri invece il 12) del 1629.